# Oleksandr Moroz
Oleksandr Oleksandrovyč Moroz (in ucraino Олександр Олександрович Мороз?, in russo Александр Александрович Мороз?; Buda, 29 febbraio 1944) è un politico ucraino, presidente della Verkhovna Rada per due volte, dal 1994 al 1998 e di nuovo dal 2006 al 2007. Moroz è uno dei fondatori e leader del Partito Socialista d'Ucraina, in passato un influente partito politico in Ucraina. Moroz ha perso la rappresentanza parlamentare quando il Partito socialista non è riuscito a ottenere un numero sufficiente di voti (2,86%) nelle elezioni parlamentari anticipate del 2007, scendendo dello 0,14% al di sotto della soglia elettorale del 3%..

## Biografia
Nato nel 1944 nel villaggio di Buda, situato nel Raion di Tarašča dell'Oblast' di Kiev in quella che allora era la Repubblica Socialista Sovietica Ucraina dell'Unione Sovietica. Dopo essersi diplomato alla scuola locale nel 1960, Moroz si è diplomato all'Accademia agricola della SSR Ucraina per diventare ingegnere meccanico. Ha poi lavorato in molte attività, anche come insegnante e ingegnere per dodici anni. Moroz è entrato a far parte del Partito Comunista dell'Unione Sovietica, passando dal Primo Segretario del Comitato Regionale locale del Partito Comunista alla carica di Capo del Comitato dell'Oblast di Kiev e del Comitato Sindacale dell'Oblast. Ha ricevuto la medaglia "Per il valore del lavoro". È stato membro del Partito Comunista dell'Unione Sovietica dal 1972 al 1991.

## Carriera politica
Moroz è diventato un deputato della Verchovna Rada nel 1990. Durante la "Dichiarazione d'indipendenza" dell'Ucraina dell'agosto 1991, Moroz era il leader del Partito Comunista nella Verchovna Rada. Il 26 ottobre 1991 organizzò il congresso che formò il Partito socialista ucraino (SPU) come successore del Partito comunista ucraino dell'era sovietica.
Moroz si è candidato alla presidenza come candidato del Partito socialista ucraino alle elezioni presidenziali del 1994 e del 1999, ma è arrivato terzo entrambe le volte, con il 13,04% dei voti nel 1994 e l'11,29% nel 1999. Nel 1999, molti esperti hanno predetto che Moroz aveva avuto la possibilità di sconfiggere Leonid Kučma al ballottaggio elettorale ma che il governo aveva truccato i risultati elettorali a favore di Petro Symonenko (del Partito Comunista dell'Ucraina) in modo che fosse Symonenko (impopolare), piuttosto che Moroz a competere contro Kučma nel ballottaggio.
Nel 1996, Moroz insieme a diversi altri partiti ha impedito il tentativo del presidente Kuchma di concentrare la maggior parte dei poteri nelle mani del presidente e ha portato la Verchovna Rada ad adottare il 28 giugno la nuova Costituzione che include molte posizioni vicine alle richieste dei partiti di sinistra. Dopo aver firmato il trattato di "Kanev Four" nel 1999, è diventato un leader riconosciuto dell'opposizione non comunista a Kuchma.
In una seduta del 2001 della Verchovna Rada, Moroz rese pubbliche le registrazioni di Mykola Melnyčenko che sostenevano il coinvolgimento dei leader ucraini, tra cui Kučma, nell'assassinio del famoso giornalista indipendente Georgij Gongadze che provocò la crisi politica in Ucraina nota come lo "scandalo delle cassette". Moroz è stato membro di un consiglio speciale "Forum di salvezza nazionale", rappresentante di un Comitato pubblico di protezione della Costituzione "Ucraina senza Kučma" e successivamente "Rise, Ukraine!", responsabile delle trattative con i rappresentanti del regime.
Dopo le elezioni parlamentari del 2002, il Partito socialista (che comprendeva Jurij Lucenko, Josef Vins'kij, Mykola Rudkovs'kyj e Valentyna Semenjuk) è stato il quarto partito più grande della Verchovna Rada. I socialisti si unirono ai "Quattro di opposizione", un gruppo di partiti che comprendeva anche Nostra Ucraina, Blocco elettorale Yulia Tymoshenko e Partito comunista ucraino.

### Rivoluzione arancione

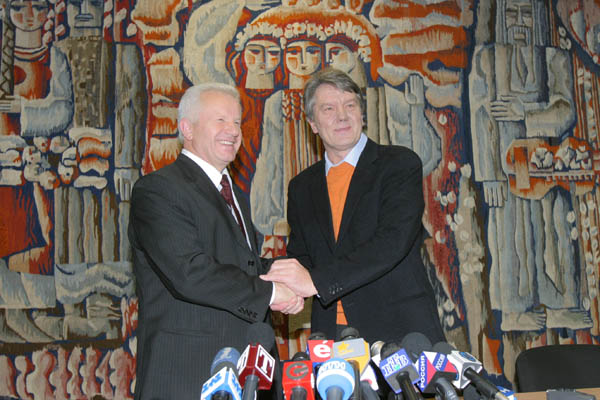
Moroz incontra il presidente Juščenko nel 2004

Nelle elezioni presidenziali del 2004, Moroz è stato nominato dal Partito socialista che presiede dal 1991. Ha vinto il terzo posto con il 5,81% dei voti. In qualità di leader di lunga data delle forze anti-Kučma, Moroz ha rapidamente annunciato il suo sostegno all'offerta presidenziale di Viktor Juščenko contro il primo ministro di Kučma, Viktor Janukovyč, rendendo così Juščenko il favorito per la vittoria nel secondo round. Il fatto che Juščenko non abbia vinto nonostante questa approvazione è stato utilizzato per sostenere che ci fosse stata una frode elettorale nel ballottaggio.
Moroz ha sostenuto la successiva rivoluzione arancione, le proteste di massa che alla fine hanno portato all'annullamento dei risultati del voto e al voto vinto da Juščenko. Il sostegno del Partito socialista alla campagna di Juščenko è stato importante per ampliare l'appello di Juščenko agli elettori. Allo stesso modo, i voti della fazione del Partito socialista di Moroz nella Verchovna Rada sono stati cruciali per l'approvazione di diverse importanti risoluzioni durante la Rivoluzione arancione, in particolare il voto di sfiducia nel governo Kučma-Janukovyč coinvolto nello scandalo per frode elettorale.
Dopo le elezioni parlamentari del 2006, Moroz è stato eletto presidente della Verchovna Rada dell'Ucraina il 6 luglio 2006 (238 sì, 226 necessari per l'elezione) con il sostegno del Partito delle Regioni, del Partito socialista e delle fazioni comuniste. Il Partito socialista ucraino ha ricevuto il 2,86% dei voti nazionali nelle elezioni parlamentari del 2007, scendendo dello 0,14% al di sotto della soglia elettorale, negando loro il diritto di rappresentanza e rimuovendo Moroz come membro della Verchovna Rada.

## Opere
Moroz ama la poesia e gli scacchi. Ha scritto i seguenti libri:
- Куди йдемо?... [Dove stiamo andando?...], Kiev, Associazione "Postup", 1993 ISBN 5-7707-5030-8
- Тема для роздумів [Soggetto per i pensieri], Kiev, Zlahoda, 1995 ISBN 5-7707-5568-7
- Вибір [Scelta], 1996
- Дорога, з якої не зійти [Un percorso inevitabile], 1999, OCLC  58407685
- Між вічними полюсами [Tra poli permanenti], Kiev, Parlaments'ke vydavnytstvo, 1999 ISBN 966-7288-93-5
- Про землю, Конституцію і не тільки [A proposito di terra, Costituzione e non solo], Kiev, "Tovarysh", 2000 ISBN 966-7864-00-6
- Хроніка одного злочину [La cronaca del delitto], Kiev, Politrada SPU. 2001, OCLC  49307992
- Політична анатомія України [Anatomia politica dell'Ucraina], Kiev, Parlaments'ke vydavnytstvo, 2004 ISBN 966-611-274-4
- Жива стерня [Stoppia viva]., Kiev, Parlaments'ke vydavnytstvo, 2004 ISBN 966-611-273-6 (premio letterario internazionale intitolato a Hryhori Skovoroda)
- ...З відстані [...Dalla distanza], Kiev, Parlaments'ke vydavnytstvo, 2004 ISBN 966-611-278-7
- Обличчям до вогню [Di fronte al fuoco], Kiev, Tomiris, 2006 (Rraccolta di poesie in lingua ucraina)
- Белый снег на каменной террасе [Neve bianca su terrazza di pietra], 2006 (raccolta di poesie in lingua russa)
- Кують зозули,  Kiev, Parlaments'ke vydavnytstvo, 2007 ISBN 978-966-611-567-9